# Halodiplosis salsola
Halodiplosis salsola är en tvåvingeart som först beskrevs av Marikovskij 1955.  Halodiplosis salsola ingår i släktet Halodiplosis och familjen gallmyggor. Inga underarter finns listade i Catalogue of Life.